# 波罗的斯克陨击坑
波罗的斯克陨击坑（Baltisk）是火星阿耳古瑞区的一座撞击坑，中心坐标位于南纬42.27度、东经305.34度，直径50.75公里（31.52英里），1976年国际天文联合会行星系统命名工作组以俄罗斯波罗的斯克镇为其命名。该陨坑位于阿耳古瑞撞击盆地的西部边缘。。

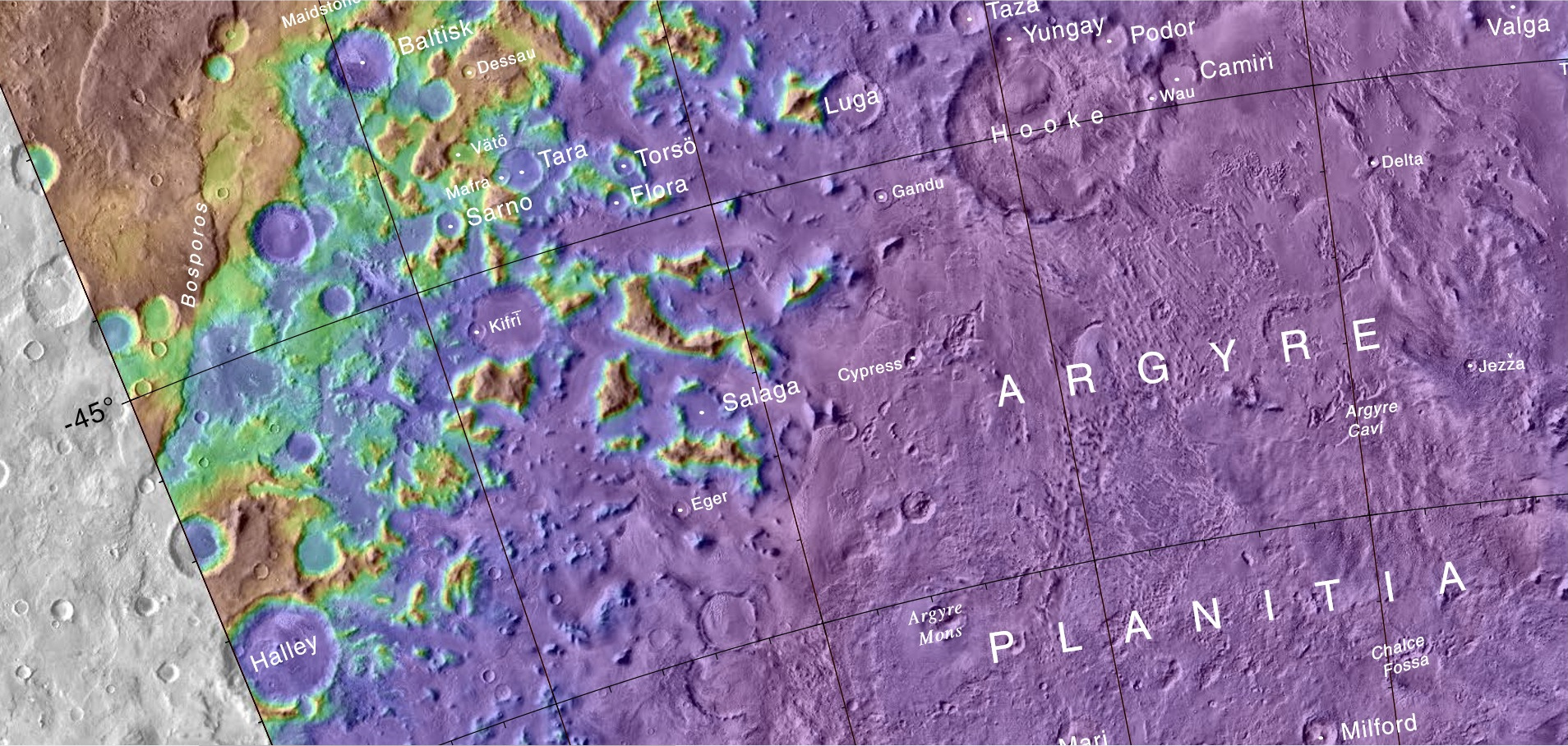
显示波罗的斯克陨击坑及附近其它特征位置的地形图。
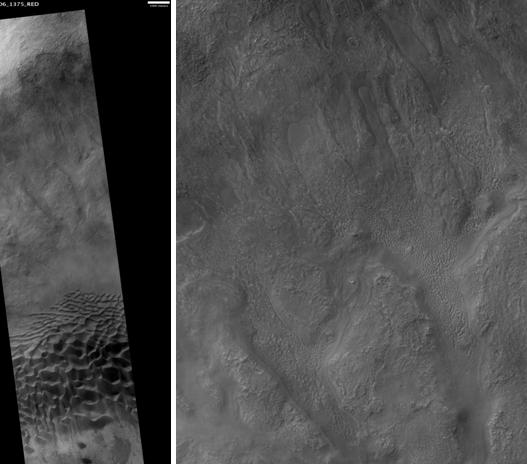
高分辨率成像科学设备显示的波罗的斯克陨击坑坑底，比例尺长1000米，在左侧图像底部可看到黑色的沙丘。
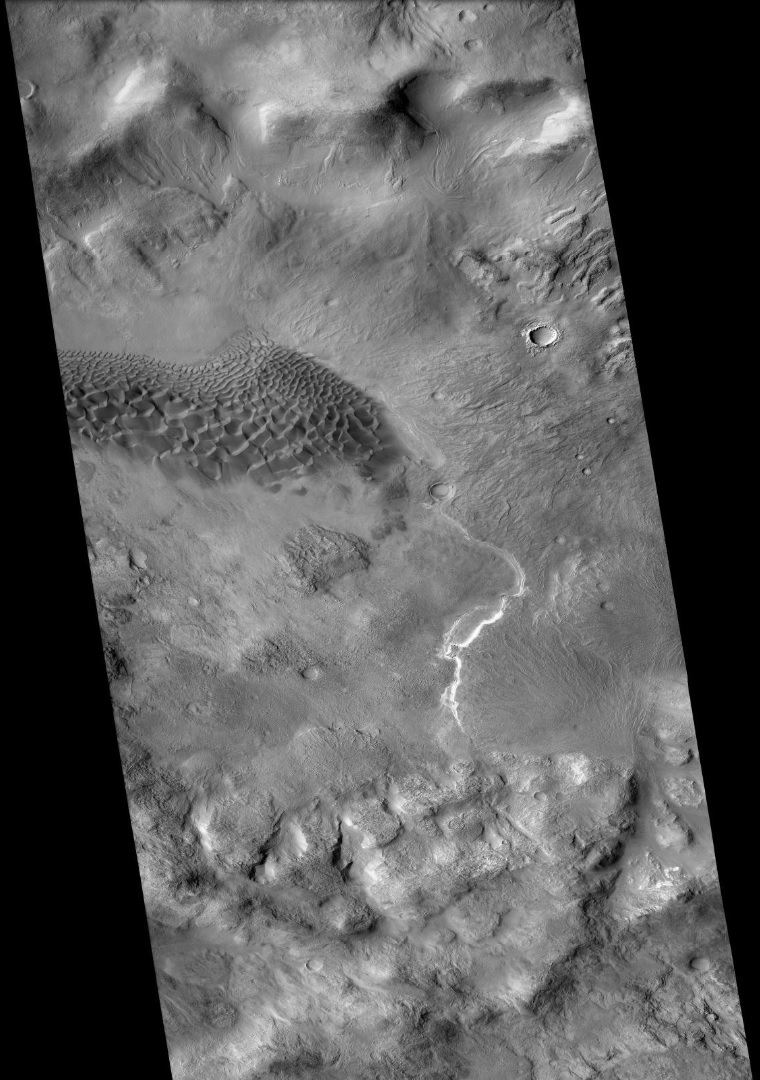
火星勘测轨道飞行器背景相机拍摄的波罗的斯克陨击坑，深色区域是沙丘，右下角可以看到冲积扇。
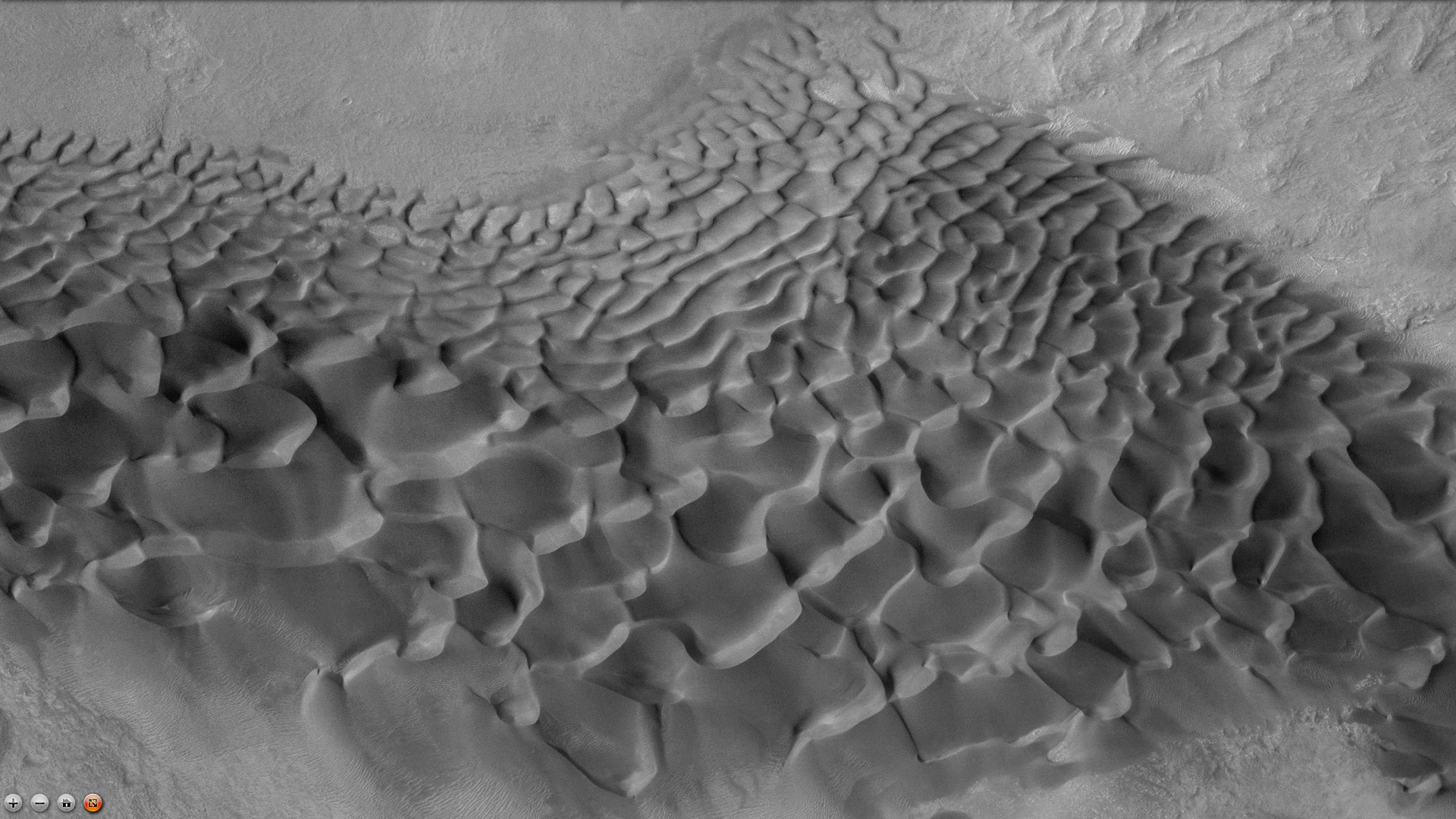
背景相机拍摄的波罗的斯克陨击坑内的沙丘，注意：这是前一幅图像的放大版。
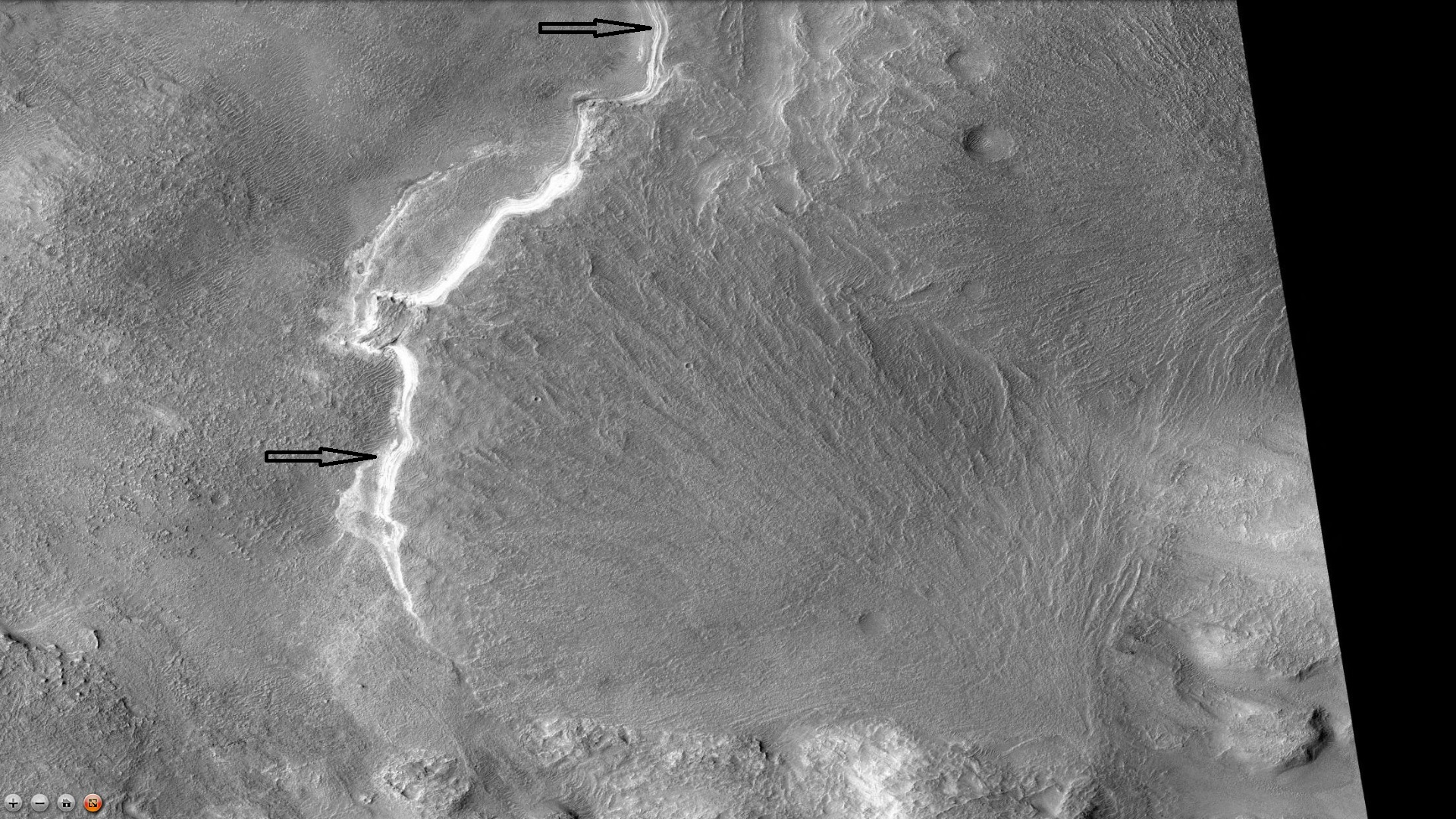
背景相机拍摄的波罗的斯克陨击坑内的冲积扇，注意：这是前一图像的放大版，箭头指向冲积扇的分层部分。

撞击坑通常有一圈边缘，周围覆盖有喷射物，相比之下，火山坑通常则没有边缘或喷射沉积物。随着陨石坑的增大（直径大于10公里），它们通常会有一座中央峰，这一中央峰是由撞击后坑底反弹所造成。